# Bajany
Bajany és un poble i municipi d'Eslovàquia. Es troba a la regió de Košice, a l'est del país. El 2017 tenia 462 habitants.

## Història
La primera referència escrita de la vila data del 1370.

## Demografia
| Godina             | 1994 | 2004   | 2014   | 2024   |
| ------------------ | ---- | ------ | ------ | ------ |
| Nombre de persones | 507  | 495    | 481    | 438    |
| Diferència         |      | −2,36% | −2,82% | −8,93% |

| Godina             | 2023 | 2024   |
| ------------------ | ---- | ------ |
| Nombre de persones | 443  | 438    |
| Diferència         |      | −1,12% |